# Euonymus obovatus
Euonymus obovatus är en benvedsväxtart som beskrevs av Thomas Nuttall. Euonymus obovatus ingår i släktet Euonymus och familjen Celastraceae. Inga underarter finns listade.

## Bildgalleri

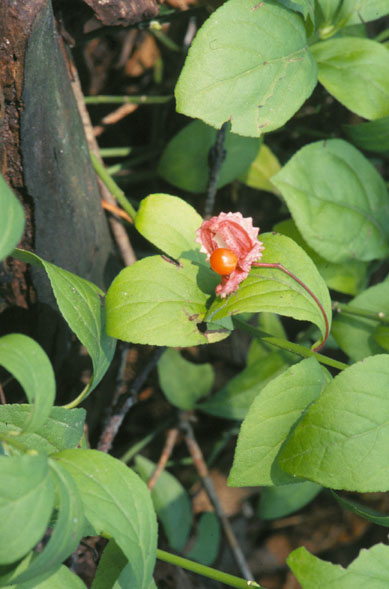